# گرینفیلد (میزوری)
گرینفیلد (به انگلیسی: Greenfield) یک شهر در ایالات متحده آمریکا است که در شهرستان دید واقع شده‌است. گرینفیلد ۲٫۹۵ کیلومتر مربع مساحت و ۱٬۳۷۱ نفر جمعیت دارد و ۳۳۴ متر بالاتر از سطح دریا قرار دارد.